# Адміністративний поділ Гібралтару
Адміністративний поділ Гібралтару.

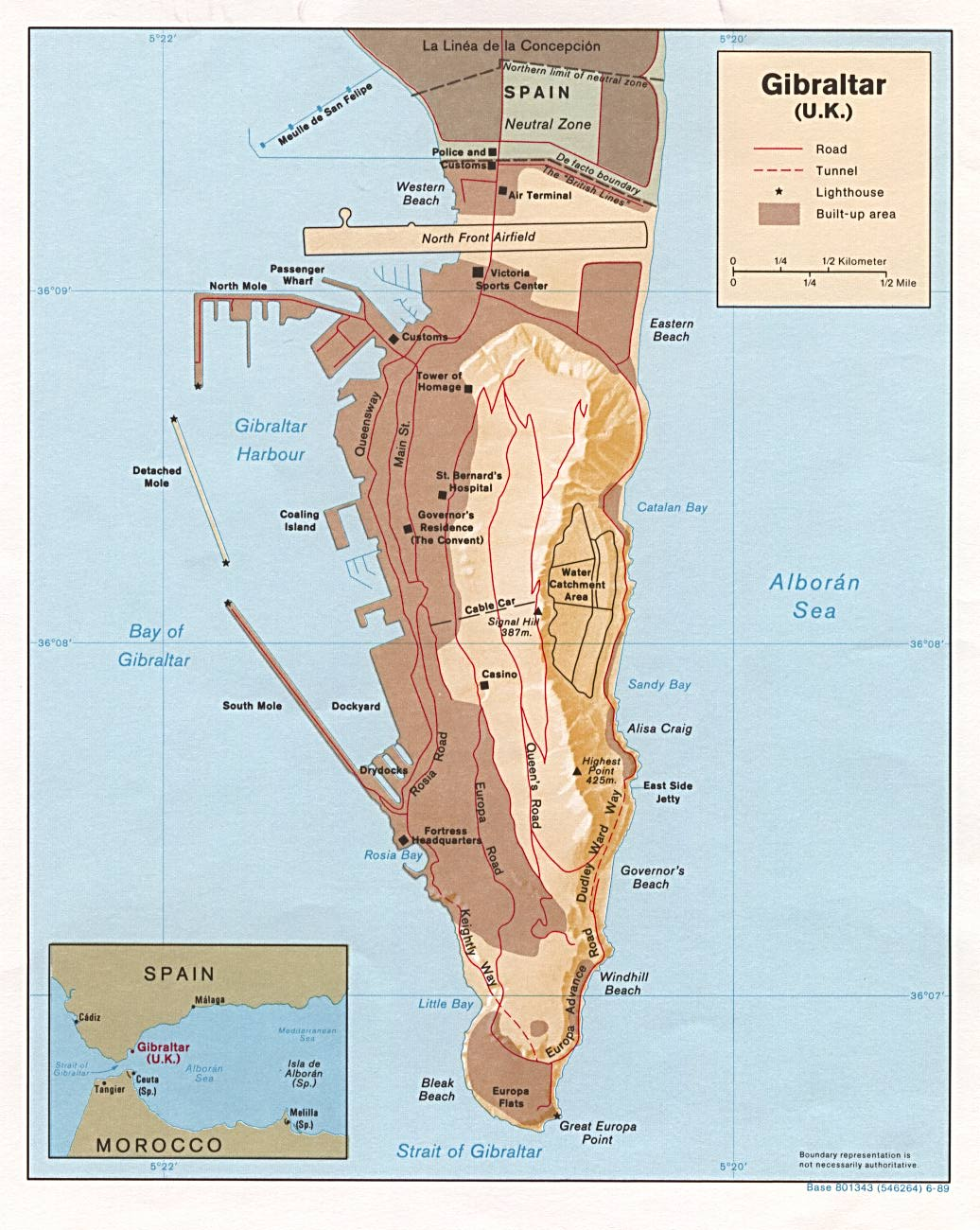
Мапа Гібралтару (англійською)

Британське володіння Гібралтар складається з 7 Великих Житлових Територій (англ. Major Residential Areas):
- Іст-Сайд — 429 ос.
- Північний район — 4 116 ос.
- Рекламаційні території — 9 599 ос.
- Сендпітс територія — 2 207 ос.
- Південний район — 4 257 ос.
- Міська територія — 3 588 ос.
- Верхнє місто — 2 805 ос.
- інші території — 494 ос.
- Разом — 27 495 ос.